# European Cooperation for Space Standardization
L'European Cooperation for Space Standardization fournit un ensemble de normes du même nom dédié au management de projets spatiaux. Le système ECSS utilise sept branches pour classer ses documents, dont quatre sont des disciplines de normalisation destinées aux utilisateurs (branches M, Q, E et U), et les trois autres sont liées à la définition et au développement du système ECSS (branches P, S et D) :
- management de projet (Branche M),
- assurance produit (Branche Q),
- ingénierie système (Branche E),
- développement durable de l'espace (Branche U).
- politique de l'ECSS (Branche P)
- description des systèmes (Branche S)
- gestion de la configuration et de l'information (Branche D)

## Évolution des versions
La première version a été publiée en 2006. La majorité des documents ont été réédités : la première partie le 31 juillet 2008, la deuxième le 15 novembre 2008 et la troisième le 6 mars 2009.

## La structuration des normes ECSS
Chaque branche est découpée en disciplines.
- Pour la branche management de projet :
  - M-10 discipline Project planning and implementation
  - M-40 discipline Configuration and information management
  - M-60 discipline Cost and schedule management
  - M-70 discipline Integrated logistic support
  - M-80 discipline Risk management
- Pour la branche assurance produit :
  - Q-10 discipline Product assurance management
  - Q-20 discipline Quality assurance
  - Q-30 discipline Dependability
  - Q-40 discipline Safety
  - Q-60 discipline EEE components
  - Q-70 discipline Materials, mechanical parts and processes
  - Q-80 discipline Software product assurance
- Pour la branche ingénierie système :
  - E-10 discipline System engineering
  - E-20 discipline Electrical and optical engineering
  - E-30 discipline Mechanical engineering
  - E-40 discipline Software engineering
  - E-50 discipline Communications
  - E-60 discipline Control engineering
  - E-70 discipline Ground systems and operations
- Pour la branche développement durable de l'espace :
  - U-10 discipline Space debris mitigation

## Nomenclature des documents ECSS
Les documents des branches S, M, E, Q et U suivent la convention de nommage suivante, :
ECSS-<Branche>-<Type de document>-<Numéro hiérarchique><Version> <Révision>
Les documents des branches D et P sont quant à eux simplement définis par les conventions de nommage :
ECSS-P-00<Version> <Révision>
ECSS-D-00-<Numéro hiérarchique><Version> <Révision>
- Le champ <Branche> indique la branche de standardisation à laquelle appartient le document. Ce champ peut prendre les valeurs S, M, E, Q ou U.
- Le champ <Type de document> identifie par une paire de lettres majuscules le type du document parmi les types suivants : Standard (ST), Handbook (HB), Technical memoranda (TM), Adoption notice for Standards (AS) ou Adoption notice for Handbooks (AH)
- Le champ <Numéro hiérarchique> indique par un ou deux groupe(s) de 2 nombres la discipline et la hiérarchie du document dans la branche à laquelle il est rattaché.
- Le champ <Version> indique par une lettre commençant à « A » et de manière incrémentale la version du document.
- Le champ <Révision> indique si nécessaire le numéro de révision de la version.

### Types de documents
5 Types de documents sont publiés par l’ECSS :
- Les standards (ST) sont des documents destinés à être utilisés directement pour la mise en œuvre d'activités liées à l'espace. Ils énoncent des exigences vérifiables, étayées par un texte descriptif succin nécessaire à la compréhension de leur contexte. Chaque exigence figurant dans un standard ECSS se concentre sur ce qui est requis pour se conformer à chaque standard, plutôt que sur la manière d'y parvenir. Cette approche offre la flexibilité nécessaire aux différents clients et fournisseurs pour utiliser des procédures ou processus "internes" établis pour se conformer à ces exigences[2].
- Les manuels (« Handbooks » ou HB) sont des documents non normatifs qui fournissent des informations de base, des orientations, des conseils ou des recommandations concernant une discipline spécifique ou une technique, une technologie, un processus ou une activité spécifique. Les manuels ne contiennent pas d'exigences, mais fournissent des lignes directrices et des bonnes pratiques et donnent des informations supplémentaires sur des sujets sélectionnés traités par les normes ECSS. Les manuels peuvent être utilisés comme document de référence ou transformés en documents normatifs par le client[2].
- Les mémorandums techniques (TM) sont des documents non normatifs fournissant des informations utiles à la communauté spatiale sur un sujet spécifique. Ils sont préparés pour recueillir et présenter des données qui ne font pas l'objet d'un standard ou d'un manuel ou qui ne sont pas encore mûres pour être publiées comme standard ou manuel. Les mémorandums techniques ne contiennent pas d'exigences, mais fournissent des informations supplémentaires sur des sujets sélectionnés traités par les normes ECSS. Les mémorandums techniques peuvent être utilisés comme documents de référence et ne sont pas destinés à être transformés en documents normatifs[2].
- Les avis d'adoption de standards (AS) sont des documents normatifs qui formalisent l'adoption de standards non ECSS et identifient les clauses et exigences ajoutées ou modifiées spécifiques au système ECSS[2].
- Les avis d’adoption de manuels (AH) sont des documents formalisant l’adoption de manuels non ECSS et identifient les clauses et exigences ajoutées ou modifiées spécifiques au système ECSS[2].